# ASG Vorwärts Cottbus
Die ASG Vorwärts Cottbus war eine Sportgemeinschaft und zeitweise ein Sportclub der Armeesportvereinigung Vorwärts in Cottbus, die von 1955 bis 1974 existierte. Sie wurde hauptsächlich durch ihre Fußballsektion bekannt. Mit Dietmar Geilich stellte sie 1974 aber auch einen Vizemeister im Boxen. Sportstätte der Gemeinschaft war das Stadion „8. Mai“.

## Fußball
„Vorwärts Cottbus“ wurde im August 1955 aus der ersten Mannschaft des „SC Vorwärts Leipzig“ gebildet, in dem die meisten der Leipziger Spieler in das brandenburgische Cottbus delegiert wurden. Der neu gegründete Sportklub nannte sich zunächst „SC Vorwärts der Luftstreitkräfte Cottbus“. Die Niederlausitzer Armeefußballer übernahmen den Startplatz der Leipziger für die neu geschaffene II. DDR-Liga. In der damals dritthöchsten Spielklasse der DDR agierte Cottbus insgesamt fünf Spielzeiten, bevor 1959 der Aufstieg in die DDR-Liga folgte. In der DDR-Liga konnte sich die Armeemannschaft über viele Jahre etablieren. In der Saison 1962/63 wurde der Aufstieg in die höchste DDR-Spielklasse DDR-Oberliga hinter Lok Stendal mit einem zweiten Platz nur knapp verpasst. Vorwärts Cottbus spielte Ende der 60er Jahre mindestens eine Saison im Stadion der Einheit in Forst (Lausitz). Die zweite Mannschaft von Vorwärts Cottbus trug ihre Heimspiele in der Bezirksliga Cottbus in den Saisons 1965/66 und 1966/67 ebenfalls im Forster Stadion aus.
Nach 14 Jahren Zweitklassigkeit folgte 1974 gemeinsam mit Motor Eberswalde und Einheit Pankow der Abstieg in die Bezirksliga. Die Armeesportvereinigung Vorwärts beschloss daraufhin, die komplette Gemeinschaft erneut, diesmal in das sächsische Kamenz zu verlegen. Die 1. Fußballmannschaft der nunmehrigen ASG Vorwärts Kamenz wurde in die Bezirksliga Dresden integriert. Vorwärts Kamenz wurde 1985 endgültig aufgelöst.
Stammelf 1962/63: Heinz Egeler - Wolfgang Schmidt, Ernst Bätz**, Manfred Rößler,  - Peter Rößler*, Heinz Kellner - Johannes Knott*, Bernd Vetterke, Eckehardt Zeidler, Horst Kittel**, Jürgen Piepenburg**

(*ehemaliger Oberligaspieler, **späterer Oberligaspieler)

### Statistik
- Teilnahme DDR-Liga: 1960 bis 1973/74
- Teilnahme II. DDR-Liga: 1955, 1956, 1957, 1958, 1959
- Ewige Tabelle der DDR-Liga: Rang 31

### Personen
Neben den oben genannten ehemaligen ASG-Spielern machten auch Hans-Georg Kiupel, Reinhard Lauck, Fritz Bohla, Gerhard Vogt, Wolfgang Wenke und Stephan Fritzsche später Karriere in der DDR-Oberliga.